# Thomas Jermyn (mort en 1659)
Thomas Jermyn (décédé le 11 novembre 1659) est un homme politique anglais qui siège à la Chambre des communes entre 1625 et 1644. Il soutient la cause royaliste dans la guerre civile anglaise.

## Biographie
Il est le fils de Sir Thomas Jermyn (mort en 1645) de Rushbrooke, Suffolk et de son épouse Catherine Killigrew, fille de Sir William Killigrew. Il vit à Rushbrooke Hall. Il est admis à l'Emmanuel College de Cambridge le 13 juin 1622 et obtient un baccalauréat en 1626 et une maîtrise en 1629 . Il sert le prince Charles comme page pendant son voyage espagnol en 1623 .
En 1624, Jermyn est élu député de Bere Alston et en 1625 est élu député de Leicester. Il est élu député de Lancaster en 1626 et de Clitheroe en 1628 et siège jusqu'en 1629 lorsque le roi Charles décide de gouverner sans parlement pendant onze ans.
En avril 1640, il est élu député de Corfe Castle avec son frère Henry Jermyn (1er comte de St Albans) au Court Parlement, et en novembre 1640, les frères sont élus députés de Bury St Edmunds au Long Parlement. Jermyn soutient le roi et a été empêché de siéger au parlement le 14 février 1644 .
Jermyn est le père de Thomas qui hérite du titre de baron Jermyn du frère de Jermyn Henry.